# VV Oldenzaal in het seizoen 1957/58
Het seizoen 1957/1958 was het derde jaar in het bestaan van de Oldenzaalse betaaldvoetbalclub Oldenzaal. De club kwam uit in de Tweede divisie B en eindigde daarin op de negende plaats. Tevens deed de club mee aan het toernooi om de KNVB beker, hierin werd de club in de tweede ronde uitgeschakeld door Leeuwarden (1–2).

## Wedstrijdstatistieken

### Tweede divisie B
|       | Be Quick | Enschedese Boys | Go Ahead | Heerenveen | Heracles | N.E.C. | Oosterparkers | PEC   | Rheden | Tubantia | Veendam | Velocitas | Zwartemeer | Zwolsche Boys |
| ----- | -------- | --------------- | -------- | ---------- | -------- | ------ | ------------- | ----- | ------ | -------- | ------- | --------- | ---------- | ------------- |
| Thuis | 2 – 0    | 0 – 2           | 2 – 2    | 0 – 1      | 0 – 3    | 1 – 3  | 1 – 6         | 3 – 2 | 3 – 1  | 1 – 2    | 4 – 1   | 4 – 1     | 7 – 1      | 8 – 2         |
| Uit   | 0 – 0    | 2 – 1           | 3 – 2    | 1 – 0      | 2 – 2    | 3 – 3  | 1 – 0         | 0 – 1 | 4 – 1  | 3 – 0    | 0 – 2   | 2 – 0     | 1 – 2      | 0 – 0         |

### KNVB beker
| 1e ronde                                                | Quick '20                                    | 4 – 4 (3 – 1) | Oldenzaal                                            |
| 26 december 1957 Plaats: Oldenzaal Oude Weerseloseweg   | Herman Wienk 8', 23' Borghuis 25' Peters 89' |               | 13', 58' Johan Beuvink 75' Ton Pierik 86' Jacob Edel |
| 2e ronde                                                | Leeuwarden                                   | 2 – 1 (0 – 1) | Oldenzaal                                            |
| 13 april 1958 Plaats: Leeuwarden Gemeentelijk Sportpark | Jan Hoekema 57' André Hofman 80' (pen.)      |               | 20' Gerrit Kuiper                                    |

## Statistieken Oldenzaal 1957/1958

### Eindstand Oldenzaal in de Nederlandse Tweede divisie B 1957 / 1958
| Stand | Gespeeld | Gewonnen | Gelijk | Verloren | Punten | Doelpunten voor | Doelpunten tegen |
| ----- | -------- | -------- | ------ | -------- | ------ | --------------- | ---------------- |
| 9e    | 28       | 10       | 5      | 13       | 25     | 50              | 49               |

### Topscorers
| #                | Naam                     | Goal |
| ---------------- | ------------------------ | ---- |
| 1.               | Gerrit Kuiper            | 15   |
| 2.               | Johan Beuvink            | 8    |
| 2.               | Jo Kaptein               | 8    |
| 2.               | Toon Valks               | 8    |
| 5.               | Gerrit de Leeuw          | 5    |
| 6.               | Ton Pierik               | 2    |
| 7.               | Jacob Edel               | 1    |
| 7.               | Hennie Koopman           | 1    |
| Eigen doelpunten |                          |      |
| –                | Joop Jansen (Zwartemeer) | 1    |
| –                | Jan Tielbaard (PEC)      | 1    |
| Totaal           | Totaal                   | 50   |

| #      | Naam          | Goal |
| ------ | ------------- | ---- |
| 1.     | Johan Beuvink | 2    |
| 2.     | Jacob Edel    | 1    |
| 2.     | Gerrit Kuiper | 1    |
| 2.     | Ton Pierik    | 1    |
| Totaal | Totaal        | 5    |